# Славчо Георгиев
Славчо Димитров Георгиев е български хандбален вратар и треньор.

## Биография
Роден е на 15 декември 1949 г. в София.
Активната му състезателна кариера е между 1965 и 1987 г. в отборите на "Септември" (София), „Спортист Кремиковци“ (София), „Софстрой-Левски“ (София), „Локомотив“ (София), ЦСКА (София) и др. През това време освен клубен вратар той от едва 17-годишен е и неизменно на вратата на българския национален отбор. В този период е удостоен със званието „Заслужил майстор на спорта по хандбал“, многократно е награждаван за най-добър вратар в България и различни първенства на Европа и Света.
Славчо Георгиев е в мъжкия отбор, който през 1974 г. завършва на 11-о място на финалите на световното първенство по хандбал в ГДР. Което е най-доброто класиране на България на световни финали. За изявите му на вратата на клубния отбор "Локомотив София" както и огромния му принос за класирането и доброто представяне на българския национален отбор на световното първенство е награден като един от 10-те най-добри спортисти на България за 1973 г.
Треньорската си кариера стартира през 1987 г. като треньор на мъжкия отбор на ЦСКА. В края на 1980-те години под негово ръководство „ЦСКА“ (София) изживява така наречения „Златен период в мъжкия хандбал“. Между 1987 г. и 1992 г. печели 4 шампионски титли и 5 национални купи, а в турнира на КЕШ момчетата на Георгиев изнасят паметни мачове, отстранявайки отбора на Кошице на осминафинали и са на крачка от отстраняване на „Барселона“ в четвъртфинали, за които успехи е удостоен със званието „Почетен треньор на България по хандбал“.